# Едуардо Гонсалес Валіньйо
Едуардо Гонсалес Валіньйо (ісп. Eduardo González Valiño, нар. 14 квітня 1911, Кастехон, Іспанія — пом. 21 жовтня 1979, Ла-Корунья) — іспанський футболіст, нападник. По завершенні ігрової кар'єри — футбольний тренер. У футбольних колах більше відомий як Чачо.
Учасник чемпіонату світу 1934 року. Має один з найкращих показників у збірній Іспанії за середньою результативністю — 2,33 гола за матч.

## Спортивна кар'єра
1927 року дебютував за команду «Депортіво», яка з моменту заснування професіональної ліги виступала в другому дивізіоні.
Свій найкращий матч провів 21 травня 1933 року, дебютний у складі національної збірної. Гравець з Сегунди вже на дев'ятій хвилині оформив хет-трик у ворота болгарської команди, а в підсумку — іспанці здобули найбільшу перемогу в своїй історії — 13:0. До фінального свистка Чачо забив ще три голи. У складі піренейської команди також відзначилися Хуліо Елісегі (тричі), Луїс Регейро (двічі) і Крісант Боск.
У тому матчі за переможців грали: воротар — Рікардо Самора; захисники — Сіріако Еррасті, Хасінто Кінкосес (усі — «Мадрид»); півзахисники — Леонардо Сілауррен («Атлетік»), Франсіско Гамборена («Уніон»), Мартін Маркулета («Доностія»); нападники — Хосе Прат («Еспаньйол»), Луїс Регейро («Мадрид»), Хуліо Елісегі («Уніон»), Чачо («Депортіво»), Крісант Боск («Еспаньйол»).
У березні наступного року вдруге зіграв за головну команду країни, у відбірковому матчі чемпіонату світу з португальцями. Вже на третій хвилині Едуардо Гонсалес Валіньйо відкрив рахунок. До фінального свистка іспанці домінували на полі і забили ще вісім голів (Ісідро Лангара — 5, Луїс Регейро — 2, Марті Вентольра — 1). Сім забитих м'ячів у двох матчах дали змогу потрапити до заявки на світову першість в Італії.
Другий чемпіонат світу проходив за кубковою схемою. На першому етапі іспанці впевнено перемогли збірну Бразилії, а в чвертьфіналі поступилися господарям змагань (1:1, 0:1). Едуардо Гонсалес Валіньйо грав в останньому матчі.
Після «мундіаля» перейшов до столичного «Атлетіко». За два сезони у Прімері провів 39 ігор (13 голів).
1936 року в Іспанії почалася громадянська війна. Чачо повернувся до Галісії, за клуб з Ла-Коруньї виступав до 1946 року. Два сезони був граючим тренером. В турнірі 1940/41 «Депортіво» здобуло путівку до елітної іспанської ліги. В Прімері провів 28 ігор, 6 забитих м'ячів.
В сезоні 1951/52 був головним тренером команди з Ла-Коруньї.

## Статистика
Статистика виступів у Прімері:
| Сезон             | Команда           | Чемпіонат         | Чемпіонат | Чемпіонат |
| Сезон             | Команда           | Л                 | І         | Г         |
| ----------------- | ----------------- | ----------------- | --------- | --------- |
| 1934/35           | «Атлетіко»        | Д-1               | 21        | 6         |
| 1935/36           | «Атлетіко»        | Д-1               | 18        | 7         |
| 1941/42           | «Депортіво»       | Д-1               | 11        | 2         |
| 1942/43           | «Депортіво»       | Д-1               | 9         | 2         |
| 1943/44           | «Депортіво»       | Д-1               | 8         | 2         |
| Усього за кар'єру | Усього за кар'єру | Усього за кар'єру | 67        | 19        |